# Таріх ас-Судан
Таріх ас-Судан (араб.: تاريخ السودان‎; Tārīkh as-Sūdān або «Історія Судану») — одна з найбільших і найавторитетніших хронік Середньовічного Судану, написана західноафриканським істориком та імамом Абд ар-Рахманом ібн Абдаллах ібн Імран ас-Саді. Написана арабською мовою приблизно в 1655 році.
Цей літопис, разом з Таріх аль-Фатташ, є одним з найважливіших першоджерел з історії Імперії Сонгаї і складають Хроніки Тімбукту.

## Автор
Абд ар-Рахман ібн Абдаллах ібн Імран ас-Саді народився 28 травня 1594 році в Тімбукту і помер приблизно в 1655-1656 рр.
Свою кар'єру він починав як імам мечеті в Дженні, з 1627 року став в Тімбукту імамом мечеті Санкоре; на цій посаді пробув до 1637 р. З 1629 року він неодноразово виконував дипломатичні доручення марокканської адміністрації, як посередник під час конфліктів з аборигенним населенням. Пізніше ас-Саді став "Катіба паші", по суті, начальником канцелярії марокканських правителів в Тімбукту, і на цій посаді перебував чи не до самої своєї смерті, що послідувала, мабуть, незабаром після 1656 р.- року, до якого доведена його хроніка. 

## Зміст
Таріх ас-Судан (Історія Судану) є хронікою кожного імператора Сонгай, починаючи з першого. Сюди так само входять короткі п'єси з інших часів.
Ранні розділи літопису присвячені короткій історії попередніх династій Сунхай, Росії Імперія Малі, а також присутні біографії вчених і священників Тімбукту та Дженне. Основна частина хроніки охоплює історію Сонгхая з середини XV століття до вторгнення Марокко в 1591 році, а потім історію Тімбукту під владою Марокко до 1655 року. Аль-Саді рідко визнає свої джерела. Для попереднього періоду велика частина його інформації, мабуть, базується на усній традиції. Приблизно з 1610 року інформацію можна було б отримати з перших вуст.

Глави 1, 2, 3, 9, 10 присвячені правителям Сонгаї 
Глави 4,5,6 описують місцевості Малі 
Глави 7, 8 історія Тімбукту та розповідь про Туарегах

## Публікації та дослідження
З "Таріх ас-Судан" європейська наука вперше познайомилася в 50-х роках минулого століття, коли видатний німецький дослідник Африки Г. Барт використав її матеріали при викладі історії Судану. Правда, сам Барт приписав авторство хроніки найбільшому з представників мусульманської еліти Тімбукту на рубежі XVI-XVII ст. - Ахмеду Баба, який здобув собі дуже високу репутацію як в Судані, так і в Марокко.

Однак в 90-х роках були виявлені і стали доступні дослідникам відразу три списки хроніки; всі вони були переписані приблизно в один час - в кінці XVIII в. Два з них, позначені видавцем буквами А і В, походять від одного оригіналу; третій - рукопис С - був зроблений з іншого і має точну дату закінчення переписування: 20 січня 1792 р Видання тексту було розпочато за рукописами А і В, коли рукопис С ще не була відома (хоча, як відзначав Удас, за якістю вона набагато краще двох інших), тому матеріали останньої в опублікований текст увійшли головним чином як варіанти до читань списків А і В. Видавець і перекладач справедливо підкреслив складність передачі в перекладі справжнього звучання суданських імен і звернув увагу на необхідність залучення до роботи по ідентифікації топонімів фахівців, досить знайомих з місцевими умовами

Через сорок років французький журналіст Фелікс Дюбуа у своєму Тімбукту Таємничий зазначив, що Таріх не міг бути написаний Ахмедом Бабою, оскільки там згадується смерть Ахмеда Баби. "Як можна людину, настільки добре обізнану з арабською тематикою, настільки обдурити? ... Якби він прочитав цілу книгу з більшою увагою, він би побачив, що згадується дата - рік, місяць і день смерті Ахмеда Баби автором ... ". Дюбуа зрозумів, що рукопис написаний Абд аль-Саді.
Після французької окупації Малі в 1890 - х роках, дві копії рукопису були придбані Національна бібліотека у Парижі. Їх вивчав арабський вчений Октав Гудас. Недатований Рукопис А був надісланий Луї Архінар, Рукопис B була копією, зробленою для Фелікса Дюбуа, перебуваючи в Дженне в 1895 р. і був дуже схожий на Рукопис А. Третя копія Таріх аль-Судан, Рукопис С, лінгвіст надіслав до Гудасу Рене Бассе який був головою Вищої школи в Латвії Алжир. Рукопис С, як правило, перевершував інші два і включав голосні для багатьох власних імен та дату 1792 року, коли була зроблена копія. Гудас опублікував арабський текст у 1898 році і переклад на французьку мову в 1900 році. Через століття Джон Ханвік опублікував частковий переклад англійською мовою.